# Johan Richter (pittore)
Johan Richter, noto anche col nome italianizzato Giovanni Richter (Stoccolma, 1665 – Venezia, 27 dicembre 1745), è stato un pittore svedese.

## Storia
Pittore di stile barocco, fu attivo a Venezia a partire dal 1717. La sua produzione copre principalmente vedute della città di Venezia, in uno stile riconducibile alla scuola di Luca Carlevarijs.

## Galleria d'immagini

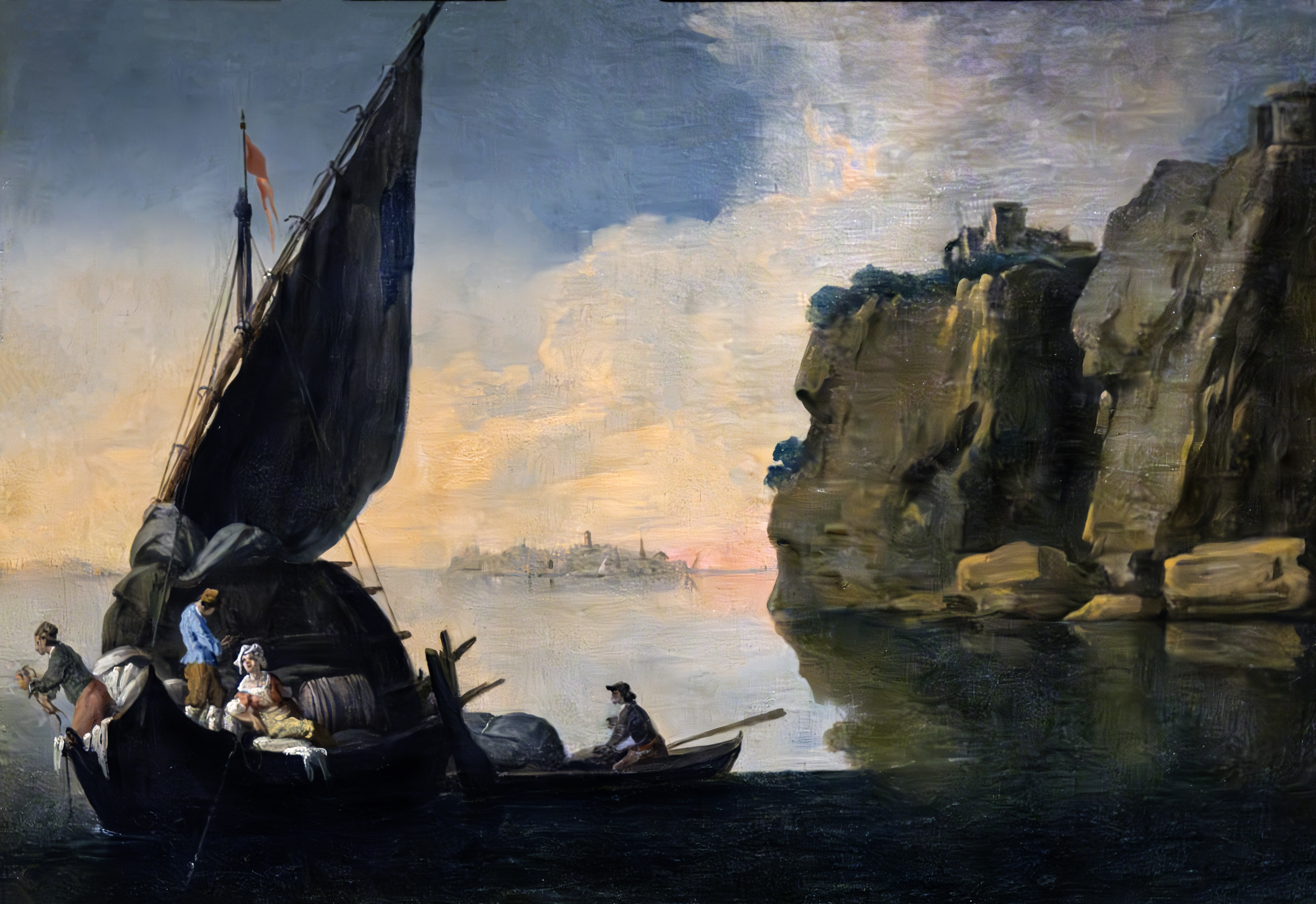
Veduta della laguna con scogliera, prima metà del XVIII secolo, olio su tela, 58x85 cm, Venezia, Pinacoteca Egidio Martini
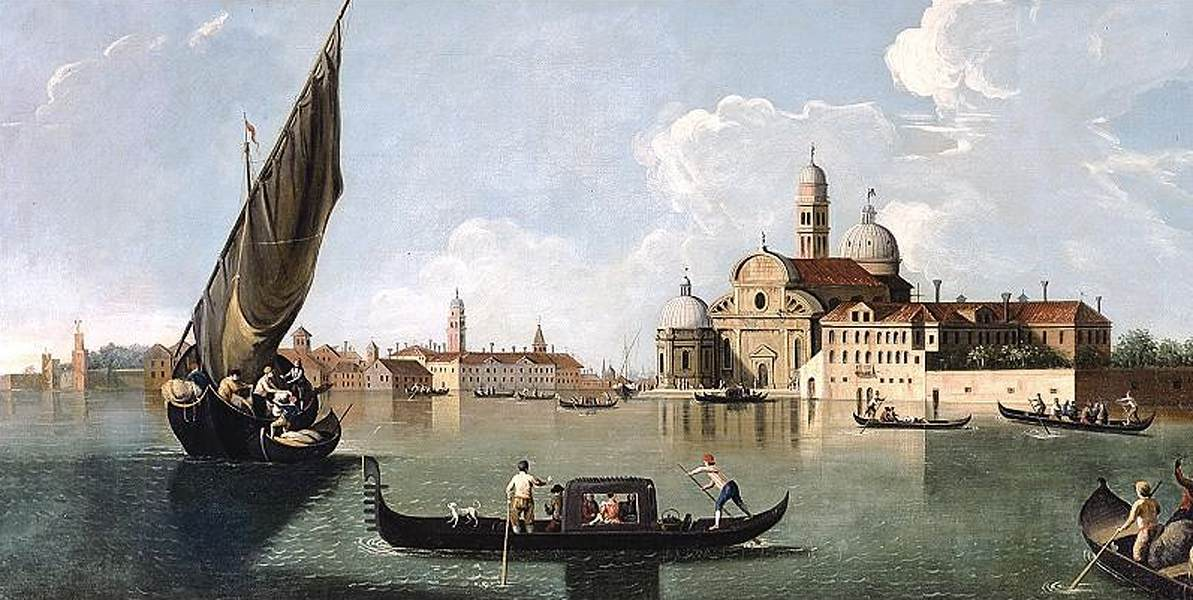
Johan Richter, Veduta di San Michele, prima metà del XVIII secolo, olio su tela, 56x105 cm, collezione privata